# Cristian Dumitrescu
Cristian Sorin Dumitrescu (ur. 24 kwietnia 1955 w Bukareszcie) – rumuński polityk, prawnik, wieloletni parlamentarzysta krajowy.

## Życiorys
Ukończył studia prawnicze, pracował w tym zawodzie. Na Uniwersytecie w Paryżu uzyskał stopień naukowy doktora w zakresie nauk politycznych. Zaangażował się w działalność Partii Demokratycznej, w 2001 odszedł do Partii Socjaldemokratycznej.
Od 1992 do 2000 zasiadał w rumuńskim Senacie, od 1996 jako jego wiceprzewodniczący i jednocześnie zastępca przewodniczącego delegacji do Zgromadzenia Parlamentarnego Rady Europy. W 2000, 2004 i 2008 uzyskiwał z ramienia PSD mandat parlamentarzysty do Izby Deputowanych.
Od stycznia do grudnia 2007 sprawował jednocześnie mandat posła do Parlamentu Europejskiego w ramach rumuńskiej delegacji. Był członkiem grupy socjalistycznej oraz wiceprzewodniczącym Komisji Prawnej. W 2012 został wybrany ponownie do Senatu, w 2014 tymczasowo wykonywał obowiązki przewodniczącego tej izby. W 2016 uzyskał senacką reelekcję.